# 夢の吹く頃
『夢の吹く頃』（ゆめのふくころ）は、シンガーソングライターさだまさしの1989年1月25日発表のソロ14枚目のオリジナル・アルバム及び1988年10月25日発売のソロ30枚目のシングルである。

## 概要
- 初めてアレンジャーに服部隆之を迎えたアルバムである。服部隆之の最初期の仕事でもある。収録曲からアルバムタイトルをとった初めてのアルバム。また、さだが妹・佐田玲子と初のデュエットを行った作品でもある。
- アナログ盤が廃れCDが一般化したため、本アルバムを最後にLPとの双方発売は終わり、以降のアルバムはCDのみのリリースとなる[1]。

## 解説

### アナログA面
1. ETERNALLY
自分を立ち直らせてくれた愛する人に永遠に愛し続けることを誓い、そのことを告げようとしている女性の心境を表した曲。
ライナーノートには、冒頭のメロディはさだが小学生の時に作ったものが原型であること、ディズニーの映画音楽をイメージして製作したことなどが書かれている。
2. 雨の夜と淋しい午後は
かつて別れた愛しい人をしみじみと思い出している男性の心境を表した曲。
2001年の「夏・長崎から」で歌われた曲であり、後にチキンガーリックステーキがカヴァー。
3. 昨日・京・奈良、飛鳥・明後日。
さだの中学時代の修学旅行の様子を「若干の脚色」をつけて表現した作品。
タイトルにあるとおり、京都・奈良・飛鳥を題材としているため、各地の観光名所やそれに基づいたパロディー要素が含まれている。登場人物の名前は、すべて当時のさだのバックバンド「亀山社中」のメンバーやさだ企画のスタッフである。
2001年の『瑠璃光-薬師寺ライブ』では1番の歌詩中の「東大寺」が「薬師寺」に変更されていたり、登場メンバーが変わっている特別ヴァージョン（「玄奘三蔵院伽藍総供養記念スペシャル・ヴァージョン」）が歌われている。
この旅行の様子はさだのエッセイ集『美しき日本の面影』(ISBN 4-10-300871-7 C0095)に詳細に記述されている。
さだの作品の中で唯一題名に「句点」がついている。
4. 理・不・尽
好きな人が傍にいるのに、周りの変化に自分が付いていけず心が躍らない様子に「理不尽さ」を抱いている男性の心境を表している曲。
「夢の吹く頃」のカップリング曲。
5. 夢の吹く頃
夢や願いが叶うまでの厳しく苦しい時期の大切さやそれを乗り超えていくことの重要さを含んでいる、さだの人生への応援歌。
1988年日本テレビ年末時代劇スペシャル『五稜郭』の主題歌。

### アナログB面
1. 二軍選手
売れない歌手と、プロ野球の二軍選手との友情を歌った作品。
2. マグリットの石
「常識」という名の多人数主義を好む現代人に対して警鐘を鳴らした曲。シュールレアリズムの画家ルネ・マグリットの代表作「ピレネーの城」をモチーフとしている。
常識や人に合わせて安息の道を行くよりは、モラルを犯さない程度で自分の道をひたすら突き進むのが良いとさだは表現している
3. 紫野
かつて別れた女性が、当時より美しくなっている様子に懐かしさと寂しさ、そして後ろめたさを抱く男性の心境を表した曲。
紫野は京都市北区にある地名。
4. あなたを愛したいくつかの理由
互いの気持ちに気づいていても、もう元の関係に戻ることはないであろう男女の心理を歌った曲。
曲の流れから『風見鶏』に収録されている「吸殻の風景」につながるとされている。
さだの妹である佐田玲子との初のデュエット曲。
5. 天狼星に (シリウスに)
さだの弾き語りで歌われる作品で、家族に告げずに夜汽車に乗って愛する人の元へ旅立つ女性の心理を歌った曲。
発表された当初、歌詩中の「父さんよりも愛する人が出来るなんて思わなかった」という部分から、主人公の女性の境遇を、「旦那を捨てて浮気相手の元へ逃げる主婦」と解釈し、さだにクレームを出した女性や団体があったと、さだは自身の30周年コンサート『月虹』第四夜のトークで語った。

## 収録曲

### LP / CT
| 全作詞・作曲: さだまさし（特記以外）、全編曲: 服部隆之。 |                                                |                        |                        |      |
| #                                                        | タイトル                                       | 作詞                   | 作曲・編曲             | 時間 |
| 1.                                                       | 「ETERNALLY」(作曲: さだまさし、服部隆之)      | さだまさし（特記以外） | さだまさし（特記以外） | 4:46 |
| 2.                                                       | 「雨の夜と淋しい午後は」                       | さだまさし（特記以外） | さだまさし（特記以外） | 6:19 |
| 3.                                                       | 「昨日・京・奈良、飛鳥・明後日。」             | さだまさし（特記以外） | さだまさし（特記以外） | 4:26 |
| 4.                                                       | 「理・不・尽」(ストリングスアレンジ: 服部隆之) | さだまさし（特記以外） | さだまさし（特記以外） | 4:59 |
| 5.                                                       | 「夢の吹く頃」                                 | さだまさし（特記以外） | さだまさし（特記以外） | 5:01 |
| 合計時間:                                                | 合計時間:                                      | 25:31                  |                        |      |

| 全作詞・作曲: さだまさし、全編曲: 服部隆之。 |                                  |            |            |      |
| #                                            | タイトル                         | 作詞       | 作曲・編曲 | 時間 |
| 1.                                           | 「二軍選手」                     | さだまさし | さだまさし | 6:08 |
| 2.                                           | 「マグリットの石」               | さだまさし | さだまさし | 5:03 |
| 3.                                           | 「紫野」                         | さだまさし | さだまさし | 5:41 |
| 4.                                           | 「あなたを愛したいくつかの理由」 | さだまさし | さだまさし | 7:00 |
| 5.                                           | 「天狼星に (シリウスに)」        | さだまさし | さだまさし | 3:54 |
| 合計時間:                                    | 合計時間:                        | 27:46      |            |      |

- 全曲とも作詩[2]・作曲：さだまさし、編曲：服部隆之
- 但し ETERNALLYのみ 作曲 さだまさし、服部隆之

曲協力
- あなたを愛したいくつかの理由：佐田玲子

## 主な参加ミュージシャン
- ヴォーカル：REIKO (佐田玲子)
- シンセサイザー：服部隆之
- ヴァイオリン・ソロ：さだまさし
- エレキギター：松原正樹ほか
- アコースティックギター：吉川忠英、さだまさし、笛吹利明ほか
- ベース：高水健司
- パーカッション：木村誠
- ドラムス：島村英二
- サキソフォン：平原智、ジェイク・H・コンセプション
- コーラス：伊集加代子、槇みちる、ザ・ブレッスン・フォー、和田夏代子、鈴木宏子ほか
- ストリングス：篠崎正嗣Strings

他多数

## シングル
「夢の吹く頃」（ゆめのふくころ)は、シンガーソングライターさだまさしが　1988年10月25日にフリーフライトから発売したソロ30枚目のシングル。
同年のドラマ「五稜郭」の主題歌に使用された。
アレンジャーは、それまで専属プロデューサーだった渡辺俊幸に代わって、服部隆之が起用された。
服部は、本作がアレンジャーとしてのデビュー作となる。

### 収録曲
| 全作詞・作曲: さだまさし、全編曲: 服部隆之。 |                |            |            |      |
| #                                            | タイトル       | 作詞       | 作曲・編曲 | 時間 |
| 1.                                           | 「夢の吹く頃」 | さだまさし | さだまさし | 5:05 |
| 2.                                           | 「理・不・尽」 | さだまさし | さだまさし | 5:00 |
| 合計時間:                                    | 合計時間:      | 10:05      |            |      |